# Artur Björklund

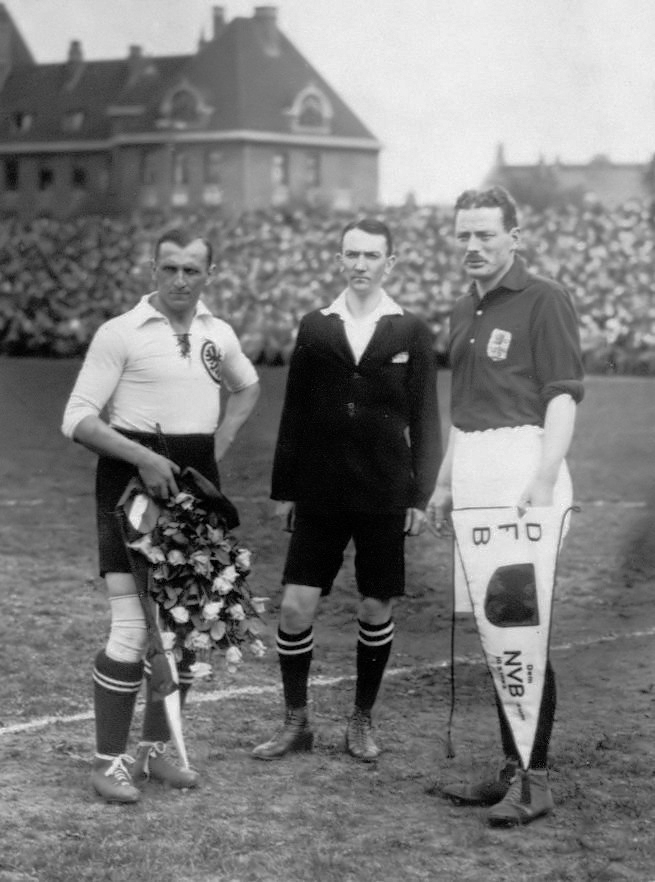
Björklund (m.) im Mai 1923 vor dem Anpfiff des Länderspiels zwischen Deutschland und Niederlande zwischen den Mannschaftskapitänen Georg Wunderlich (l.) und Eb van der Kluft (r.) in Hamburg

Artur Emil Björklund (* 3. September 1892 in Norrköping; † 24. April 1974 ebenda) war ein schwedischer Fußballschiedsrichter. Er leitete mehrfach Endspiele im schwedischen Fußball.

## Sportlicher Werdegang
Björklund leitete in den 1910er und 1920er Jahren diverse Spiele in der Svenska Serien, der in Pokalform ausgetragenen Svenska Mästerskapet sowie der Allsvenskan. 1919 leitete er dabei das Meisterschaftsendspiel zwischen dem mit einem 4:1-Finalsieg erfolgreichen GAIS und Djurgårdens IF. Drei Jahre später pfiff er 1922 das Endspiel um die Stockholmer Distriktmeisterschaft zwischen AIK und Hammarby IF, das der AIK mit einem 3:0-Erfolg für sich entschied. 1923 leitete er erneut das Endspiel um die schwedische Meisterschaft, AIK besiegte IFK Eskilstuna mit 5:1 nach Verlängerung.
Mindestens zwischen 1921 und 1927 leitete Björklund zudem Länderspiele zwischen verschiedenen europäischen Auswahlmannschaften. Aus dem deutschsprachigen Raum bekam er es dabei zweimal mit der deutschen Nationalmannschaft zu tun, als diese im Mai 1923 im Hamburger Stadion Hoheluft auf die Niederlande (0:0-Remis) sowie im Juni 1924 im Osloer Gressbanen auf Norwegen (2:0-Auswärtserfolg) traf.